# Герб Нового Бугу
Герб Ново́го Бу́гу — офіційний геральдичний символ міста Новий Буг Миколаївської області, затверджений Новобузькою міською радою рішенням № 114 від 13 травня 2011 р.

## Опис
Щит перетятий, у нижньому синьому полі срібна балка і такий же стовп по центру щита, між якими золоті стиглі пшеничні колоски китицями вгору утворюють коло, обмежуючи балку і стовп по своєму внутрішньому краю. Всередині пшеничного кола розкрита книга із срібними сторінками і золотою обкладинкою.
У червоній главі два навхрест покладені козацькі списи із золотими древками і срібними наконечниками, зверху яких покладений срібний православний хрест із золотим. Сучасний герб Нового Бугу складений на основі герба міста, затвердженого рішенням міської ради № 114 від 13 травня 2011 р. і містить символи, які підкреслюють історію міста, його природні і соціальні особливості.

## Символіка
Срібні балка і стовп, обмежені пшеничним колоссям по колу символізують основні чотири транспортні шляхи у напрямку Миколаєва, Вознесенська, Кривого Рогу і залізниці з Миколаєва на Долинську, уособлюючи собою артерії, які живлять економічну і культурну діяльність міста, стимулюють його розвиток.
Чотири золотих пшеничних колоски, які утворюють коло, підкреслюють чотири трудових колективи на які поділена сучасна громада міста по роду своєї діяльності — сільськогосподарського напрямку.
По центру вінка зображення розкритої книги із срібними сторінками символізує навчальні заклади Нового Бугу технічного і гуманітарного профілів, які готують кадри не тільки для району і області, а й для інших областей України.
У главі щита червоне поле із навхрест покладеними козацькими списами і срібним православним хрестом нагадують про історичне минуле поселення пов'язане з утворенням козацьких зимівників та військових поселень, до складу яких входили козацькі підрозділи Бузького уланського полку. Стилізований хрест повторює зображення подібного хреста на прапорі козацьких сотень.
Синій колір втілює вірність і чесність. Червоний колір втілює мужність, великодушність і любов. Золотий колір (зображений жовтим) уособлює знатність і багатство, срібний колір.
З метою формування цілісної геральдичної системи й упорядкування цієї справи відповідно до Указу Президента України № 694/2000 від 18 травня 2000 р., герб міста Новий Буг подається у прямокутному щиті із закругленою нижньою частиною, який має щит обрамований стилізованим бароковим картушем золотого кольору у національному українському стилі й увінчаний срібною мурованою короною із трьома бланками (зубцями), що означає для Нового Бугу статус міста.

## Історія

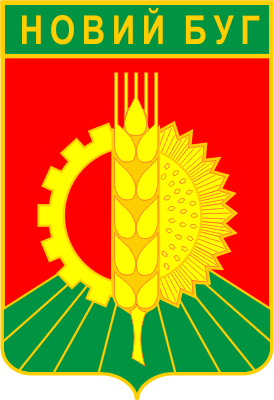
Попередній варіант герба